# Jan Fryling
Jan Fryling (ur. 8 października 1891 we Lwowie, zm. 3 marca 1977 w Nowym Jorku) – polski urzędnik, dyplomata, dziennikarz, prezes Instytutu Józefa Piłsudskiego w Ameryce (1972–1977).

## Życiorys
Był synem Zygmunta Frylinga (dziennikarz „Kuriera Lwowskiego”) i siostrzeńcem Mieczysława Frenkiela. Pochodził ze Lwowa. Ukończył III Gimnazjum we Lwowie. Studiował w Monachium i we Lwowie. Przed I wojną światową publikował jako poeta. W 1913 ogłosił wielokrotnie przedrukowywany wiersz O, karabinie mój. Służył w Legionach Polskich. W 1918 był recenzentem pisma Nowa Gazeta, pracował jako aplikant w Sądzie Apelacyjnym w Warszawie i od listopada 1918 w Ministerstwie Wyznań Religijnych i Oświecenia Publicznego. W 1921 obronił pracę doktorską z prawa na Wydziale Prawa Uniwersytetu Jana Kazimierza we Lwowie. Od 1922 był urzędnikiem Ministerstwa Spraw Zagranicznych. Kierował w nim m.in. referatem Ligi Narodów oraz sekcją Europy Środkowo-Wschodniej i Bałkanów. Pisał pod pseudonimem recenzje teatralne we francuskojęzycznym warszawskim dzienniku Messager Polonais. W latach 1927–1930 pracował w Poselstwie RP w Tokio (pod koniec misji od kwietnia do października 1930 jako chargé d’affaire ad interim). Po powrocie do Polski pracował w MSZ. Jednocześnie od 1932 do 1936 był wykładowcą dyplomacji na Studium Dyplomatycznym Uniwersytetu Jana Kazimierza we Lwowie oraz w Wyższej Szkole Wojennej w Warszawie. Pod koniec lipca 1932 został wybrany II wiceprezesem zarządu Towarzystwa Polsko-Japońskiego.
Po agresji ZSRR na Polskę 17 września 1939 przeszedł na terytorium Rumunii, od końca września 1939 do października 1940 pracował w Konsulacie RP w Czerniowcach, po jego przeniesieniu po aneksji północnej Bukowiny przez ZSRR – w Suczawie. Po likwidacji konsulatu w listopadzie 1940 przebywał jako uchodźca w Jerozolimie. W maju 1941 został kierownikiem Polskiego Radia Kair, którego był jedynym pracownikiem. W związku z tym również redagował audycje i był spikerem rozgłośni. Od listopada 1943 przebywał w Chinach, był najpierw radcą w poselstwie RP, a od kwietnia 1945 do 1949 stał na czele placówki z ramienia Rządu RP na uchodźstwie przy rządzie Republiki Chińskiej (Czang Kaj-szeka). W kwietniu 1949 wyjechał do Indii, gdzie do maja 1956 był nieformalnym przedstawicielem Rządu RP na uchodźstwie w Kalkucie. Podczas wojny przebywał także w Nepalu.
W 1956 zamieszkał w USA, w październiku tego roku został współpracownikiem nowojorskiego oddziału Rozgłośni Polskiej Radia Wolna Europa, dla której m.in. przygotowywał recenzje teatralne i omówienia książek. Od marca 1957 zajmował się redakcją wydawnictw Instytutu Józefa Piłsudskiego w Ameryce. W 1964 został dyrektorem wykonawczym Instytutu, a od 1972 do śmierci był jego prezesem. Był członkiem jury nagrody literackiej londyńskich Wiadomości (1972–1977), w których także już wcześniej publikował, a w latach 1973–1977 kierował Komitetem Nagród Fundacji Alfreda Jurzykowskiego. Członek czynny zamiejscowy Polskiego Towarzystwa Naukowego na Obczyźnie (od 1970). Przystąpił także do emigracyjnego Koła Lwowian.
Opublikował tomy wspomnień Złote litery, srebrne litery (1974), W osiemdziesięciu latach naokoło świata (1978). Podpisał list pisarzy polskich na Obczyźnie, solidaryzujących się z sygnatariuszami protestu przeciwko zmianom w Konstytucji Polskiej Rzeczypospolitej Ludowej (List 59). W 1975 otrzymał nagrodę Związku Pisarzy Polskich na Obczyźnie.
Zmarł 3 maja 1977 w Nowym Jorku. Został pochowany na Maple Grove Cemetery w Kew Gardens.

## Ordery i odznaczenia
- Krzyż Komandorski Orderu Odrodzenia Polski (11 listopada 1973)[7]
- Złoty Krzyż Zasługi (dwukrotnie: po raz drugi 19 lipca 1939[8])
- Srebrny Wawrzyn Akademicki (5 listopada 1938)[9]

- Komandor Orderu Chrystusa (Portugalia, 1934)[10]
- Komandor Orderu Zbawiciela (Grecja)[11]
- Oficer Orderu Lwa Białego (Czechosłowacja)
- Order św. Sawy (Jugosławia)
- Order Korony Rumunii (Rumunia)
- Kawaler Orderu Legii Honorowej (Francja)